# Peponocranium
Genre
Peponocranium est un genre d'araignées aranéomorphes de la famille des Linyphiidae.

## Distribution
Les espèces de ce genre se rencontrent  en écozone paléarctique.

## Liste des espèces
Selon World Spider Catalog (version 26, 03/07/2025) :
- Peponocranium ambrosii Milano & Isaia, 2025
- Peponocranium dubium Wunderlich, 1995
- Peponocranium fallax Gnelitsa, 2024
- Peponocranium ludicrum (O. Pickard-Cambridge, 1861)
- Peponocranium orbiculatum (O. Pickard-Cambridge, 1882)
- Peponocranium praeceps Miller, 1943
- Peponocranium simile Tullgren, 1955

## Systématique et taxinomie
Ce genre a été décrit par Simon en 1884 dans les Theridiidae.

## Publication originale
- Simon, 1884 : Les arachnides de France. Paris, vol. 5, p. 180-885 (texte intégral).